# Brvi
Brvi so naselje v Občini Brežice.

## Prebivalstvo
Etnična sestava 1991:
- Slovenci: 30 (88,2 %)
- Neznano: 4 (11,8 %)